# Roy Jenkins
Roy Harris Jenkins, Barão Jenkins de Hillhead OM • PC • GCIH • GCM (Abersychan, Gales, 11 de novembro de 1920 — 5 de janeiro de 2003), foi um político britânico inicialmente membro do Partido Trabalhista do Reino Unido e um dos fundadores do Partido Social Democrata do Reino Unido em 1981.
Foi deputado no Parlamento Britânico entre 1948 e 1977 e entre 1982 e 1987, além de Ministro das Finanças (Chancellor of the Exchequer) entre 1967 e 1970 e Presidente da Comissão Europeia entre 1977 e 1981.
A 31 de Outubro de 1987 foi agraciado com a Grã-Cruz da Ordem do Mérito e a 27 de Abril de 1993 com a Grã-Cruz da Ordem do Infante D. Henrique.